# Ледяной урожай
«Ледяной урожай» (англ. The Ice Harvest) — чёрная комедия США, снятая в стиле нуар, режиссёра Гарольда Рэмиса.

## Слоганы
- Thick thieves. Thin ice (Толстые воры. Тонкий лёд)
- Twas the night before Christmas…

## Сюжет
Канзас, город Уичита, преддверие Рождества. Юрист Чарли Арглист ограбил босса мафии Билла Джерарда, на которого он работал, и пытается вовремя сбежать вместе со своим сообщником Виком Кевено и владелицей стриптиз-клуба Ренатой Крест. Арглиста и Кевено разыскивают работающий на Джерарда киллер Рой Гиллес и сам Джерард, а Арглист некстати встречается со своим приятелем Питом и полицейским.

## В ролях
| Актёр             | Роль           |
| ----------------- | -------------- |
| Джон Кьюсак       | Чарли Арглист  |
| Билли Боб Торнтон | Вик Кевено     |
| Рэнди Куэйд       | Билл Джерард   |
| Конни Нильсен     | Рената Крест   |
| Майк Старр        | Рой Гиллес     |
| Оливер Платт      | Пит ван Хейвен |